# Eidgenössische Volksinitiative «Schluss mit uferlosem Bau von Zweitwohnungen!»
Die eidgenössische Volksinitiative «Schluss mit uferlosem Bau von Zweitwohnungen!» (kurz Zweitwohnungsinitiative) war eine schweizerische Volksinitiative zur Beschränkung von Zweitwohnungen und sogenannten «kalten Betten» – Wohnraum, der nur während eines Bruchteils der Zeit genutzt wird.
Die Initiative wurde vom Komitee «Helvetia Nostra» um den Tier- und Landschaftsschützer Franz Weber eingereicht und von verschiedenen Umweltschutzorganisationen unterstützt. Das Abstimmungsergebnis vom 11. März 2012 war mit 50,6 Prozent Ja knapp; bis September 2016 wurde nur die Masseneinwanderungsinitiative mit einem knapperen Resultat angenommen.

## Ausgangslage
Der Anteil der Zweitwohnungen betrug im Jahr 2000 gesamtschweizerisch betrachtet 11,8 %. In knapp einem Viertel aller Gemeinden lag der Anteil der Zweitwohnungen bei über 20 %, in zahlreichen Tourismusgemeinden bei über 50 %. Die meisten jener Gemeinden, deren Anteil 20 % überstieg, lagen in den touristisch geprägten Gebieten der Kantone Graubünden, Wallis, Tessin sowie auch in den Kantonen Bern und Waadt.
Die Initianten kritisierten die damalige Situation. Die Zweitwohnungen stünden meistens leer, seien unästhetisch und verunstalteten schöne Berglandschaften, und sie führten zu einer unkontrollierten Erhöhung der Immobilienpreise. Die beabsichtigte Aufhebung der Lex Koller würde diese Entwicklung, die durch die Raumplanung nicht verhindert werden konnte, noch verschärfen.

## Inhalt
Die Volksinitiative forderte eine Beschränkung des Anteils von Zweitwohnungen auf 20 %. In Tourismusdestinationen lag der Zweitwohnungsanteil zu dieser Zeit beträchtlich über dieser Grenze. Der Bundesrat kritisierte die Initiative daher, sie bewirke in diesen touristisch bedeutenden Regionen deshalb faktisch einen Baustopp und führe sowohl bei der Bauwirtschaft als auch, zumindest kurzfristig, bei der Tourismuswirtschaft zu Einbussen. In den Gemeinden, die heute einen Zweitwohnungsanteil von weniger als 20 % haben, würde die Initiative gerade jene Entwicklungen hervorrufen, die sie andernorts zu unterbinden versucht.

## Initiativtext
Die Bundesverfassung vom 18. April 1999 wird wie folgt geändert:
Art. 75b (neu) Zweitwohnungen

1 Der Anteil von Zweitwohnungen am Gesamtbestand der Wohneinheiten und der für Wohnzwecke genutzten Bruttogeschossfläche einer Gemeinde ist auf höchstens zwanzig Prozent beschränkt.

2 Das Gesetz verpflichtet die Gemeinden, ihren Erstwohnungsanteilsplan und den detaillierten Stand seines Vollzugs alljährlich zu veröffentlichen.
II

Die Übergangsbestimmungen der Bundesverfassung werden wie folgt geändert:
Art. 197 Ziff. 8 (neu)

8. Übergangsbestimmungen zu Art. 75b (Zweitwohnungen)

1 Tritt die entsprechende Gesetzgebung nach Annahme von Artikel 75a nicht innerhalb von zwei Jahren in Kraft, so erlässt der Bundesrat die nötigen Ausführungsbestimmungen über Erstellung, Verkauf und Registrierung im Grundbuch durch Verordnung.

## Abstimmungskampf
Gegner der Initiative waren zum grossen Teil wirtschaftsnahe Parteien und Verbände sowie die Bewohner und Behördenmitglieder von touristisch geprägten Bergdörfern. In den städtisch geprägten, alpenfernen Regionen war die Zustimmung am höchsten, so etwa in Genf, Basel-Stadt, Neuenburg und Schaffhausen. Ein deutlicher Konflikt zwischen den Interessen von inländischen Touristen, denen die Erhaltung von Dorfbildern und alpiner Landschaften naheliegt, und den Immobilienbesitzern trat zu Tage. Erbitterten Widerstand leisteten die Stimmbürger des Kantons Wallis (73,8 % Nein, mit 57,2 % die höchste Wohneigentumsquote der Schweiz).

## Umsetzung der angenommenen Volksinitiative
Der von Volk und Ständen angenommene neue Verfassungsartikel musste durch die Gesetzgebung umgesetzt werden. Der Bundesrat unterbreitete der Bundesversammlung mit Botschaft vom 19. Februar 2014 seinen Entwurf für ein Zweitwohnungsgesetz. Die Beratung dieses Entwurfes führte in beiden Kammern des Parlaments (National- und Ständerat) zu einer heftigen Debatte. Von Bedeutung waren insbesondere mögliche Umgehungen des Zweitwohnungsverbots, etwa indem Zweitwohnungen zeitweise als Ferienwohnungen vermietet werden, oder auch der Erhalt von historischer Bausubstanz (z. B. Grotti im Tessin), welche durch ein Bewohnungsverbot nicht mehr gepflegt werden könnte. In drei Punkten, nämlich der Ausschreibung von Zweitwohnungen zur Vermietung über kommerzielle Plattformen (z. B. Airbnb), bei der Umnutzung erhaltenswerter Gebäude und der Umnutzung unrentabler Hotels, trafen sich die Initianten und Politiker zu einem Kompromiss. Das Zweitwohnungsgesetz (ZWG) wurde am 20. März 2015 in den Schlussabstimmungen von National- und Ständerat angenommen und ist am 1. Januar 2016 in Kraft getreten.